# مارکوس پائولو آلوز
مارکوس پائولو آلوز (به پرتغالی: Marcos Paulo Alves) هافبک اهل برزیل است که در شهر Doresópolis و در تاریخ ۱۱ مهٔ ۱۹۷۷ به دنیا آمده‌است.
مارکوس پائولو آلوز در تیم‌های فوتبال کروزیرو ،اودینزه،کروزیرو،اسپورتینگ لیسبون، Grêmio و باشگاه فوتبال مکابی حیفا سابقهٔ حضور دارد. این بازیکن همچنین در سال، 1999 – 2000 برای، Brazil U-23 به میدان رفته‌است 